# Wandlitzer See
Der Wandlitzer See (umgangssprachlich auch Wandlitzsee) ist ein in der Weichsel-Eiszeit entstandenes Gewässer nördlich von Berlin, an dessen Süd- und Ostufer sich der Ort Wandlitz entwickelt hat. Er gehört landschaftlich zum Wandlitzer Seengebiet. Der direkt anliegende Siedlungsteil der Gemeinde heißt bei den Einwohnern weiterhin Wandlitzsee (wie auch die entsprechende Bahnstation).

## Name
Der See wurde erstmals im Jahr 1244 als stagnum wandeliz schriftlich erwähnt. Der Name stammt vom altpolabischen *Vądolica mit der Bedeutung “See/Siedlung im Tal” ab.

## Wissenswertes

Text der Maränensage

Der 48,6 Meter über dem Meeresspiegel gelegene Wandlitzer See ist der flächenmäßig größte See des Seengebietes. Seine Fläche beträgt 2,15 km², die tiefste Stelle wird mit 24 Metern angegeben.
Die im Süden des Sees befindliche Halbinsel ist das zuerst besiedelte Gebiet, es führte zur Entwicklung des heutigen Ortskerns Wandlitz. Nur das historische Dorf Wandlitz und der Ortsteil Wandlitzsee liegen direkt am Wasser, wodurch keine durchgängige Uferbebauung erfolgte. Über lange Strecken hat sich die natürliche Flora und Fauna erhalten, sodass auch noch Seerosen, Laichkräuter, Frösche, Schwäne hier heimisch sind.
Die als edle Speisefische bekannten Maränen machten den See bei Anglern schon frühzeitig bekannt. Weil die Wissenschaft das Vorhandensein dieser Fische nicht erklären kann, gibt es die Sage „Wie die Maränen in den Wandlitzsee kamen“, bei dem wieder einmal der Teufel eine wichtige Rolle spielt. Ein im Jahr 2000 vor dem Strandrestaurant aufgestellter Brunnen veranschaulicht diese Geschichte, die in verkürzter Form auf einer im Boden davor eingelassenen Bronzeplatte nachzulesen ist.

## Geschichte

### Eigentumsverhältnisse bis 1945

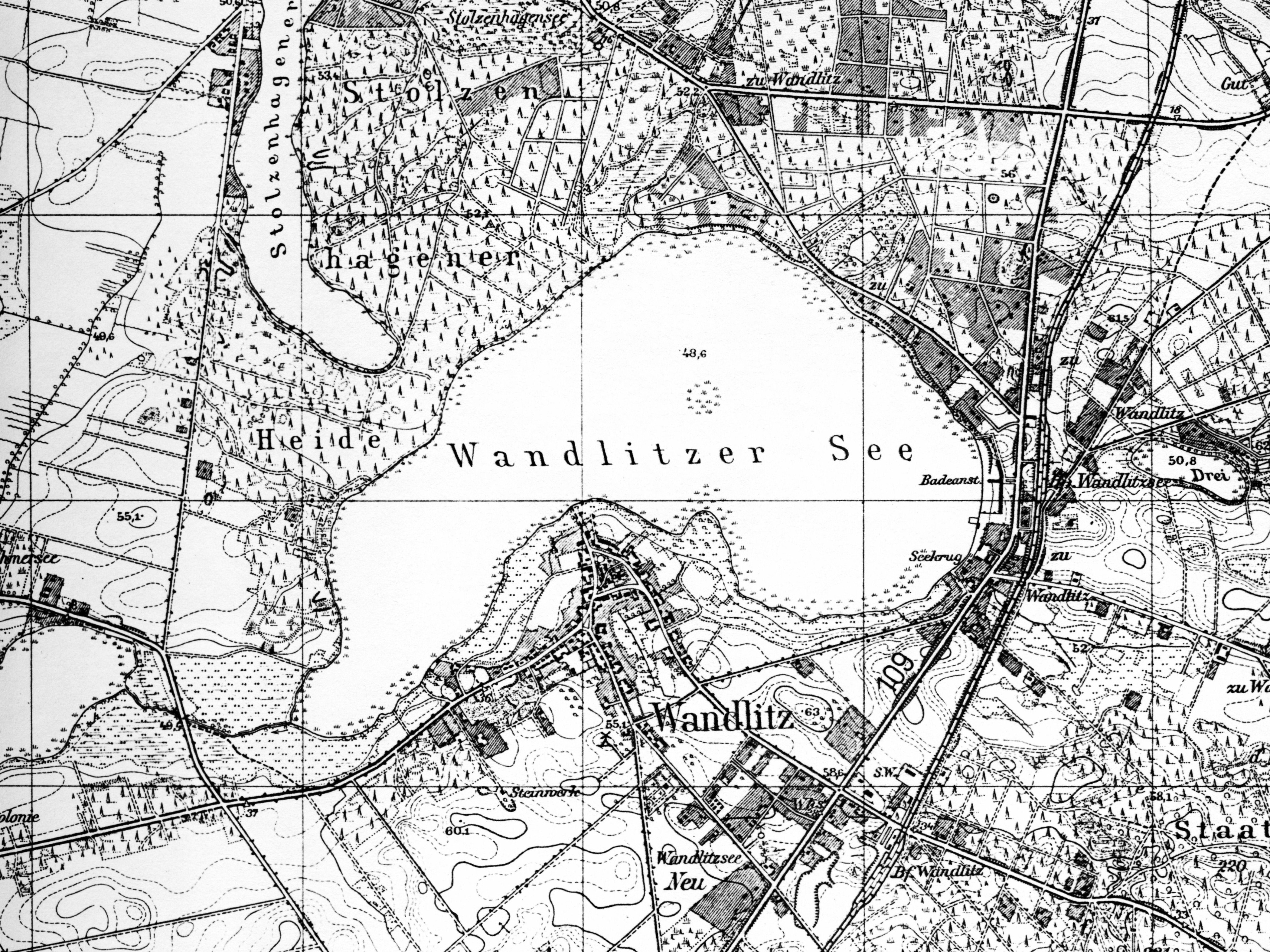
Umgebung des Wandlitzer Sees um 1903

Der See wurde um 1830 aus dem Besitz der preußischen Adligen an Privatpersonen veräußert. Diese nutzten seinen Fischreichtum und das Schilf des Sees, ansonsten konnte lange Zeit unentgeltlich gefischt und geangelt werden. Vom Fischfang ernährten sich auch zahlreiche Familien des Dorfes. Außerdem war jede Art von Sport wie Schwimmen, Tauchen, Rudern oder Segeln möglich. Mit dem Wachstum des Ausflugsverkehrs aus der Großstadt Berlin verkehrten sogar motorisierte Ausflugsschiffe auf dem See, wie historische Ansichtskarten von 1910 belegen.
Am Nordostufer des Sees entstand durch die ab 1900 einsetzende rege Bautätigkeit der neue Ortsteil Wandlitzsee. Eine Seepromenade lud die Berliner zur Erholung ein, auch ein Seebad wurde 1923 eröffnet. Zu dieser Zeit wurde Wandlitz Kurort.
Unmittelbar im Bereich des alten Dorfkerns entstand am Ufer des Sees eine kleine nicht bewirtschaftete Badestelle, um die sich der eigens gegründete Verein Illvera 1929 kümmert.

### Wandlitzer See im Volkseigentum bis 2003
Nach dem Zweiten Weltkrieg wurden die Seebesitzer enteignet und das Gewässer kam in den Besitz der Berliner Forsten, wo es bis zu seinem Verkauf im Jahr 2003 verblieb. Bei Gründung der DDR war der See damit Volkseigentum. Seit den 1950er Jahren befand sich hier auch das Sommerhaus der sowjetischen Botschaft.
Die Wende brachte auch für den Wandlitzer See einen großen Umbruch: das alte Strandbad mit dem angeschlossenen ehemaligen Strandcasino wurde für 2,5 Millionen Euro total umgebaut – unter anderem erhielt die Badeanstalt 1998/99 einen neuen Steg und einen modernen Sprungturm – und das Strandcasino wurde verpachtet. Kurzzeitig trug es einen italienischen Namen, allerdings nahmen andere Pächter den alten Namen Strandrestaurant wieder an, der bis heute gilt.

### Privatisierung des Sees mit Folgen

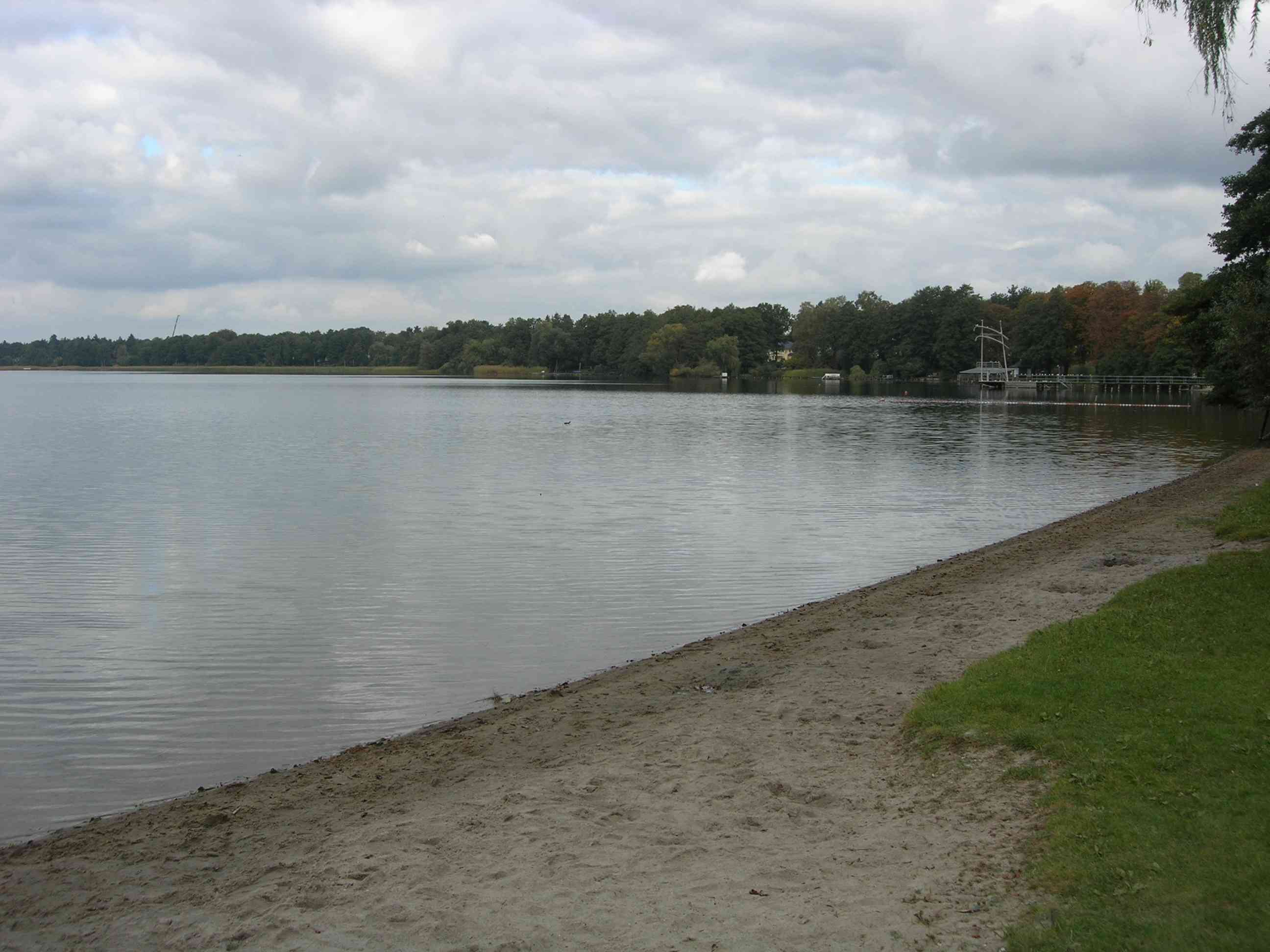
Wandlitzer See, gesehen von der Strandpromenade vor der Jugendherberge

Der Einigungsvertrag sah für volkseigene Seen einen Eigentumsübergang an den Bund vor, der unter anderem zur Privatisierung der rund 300 Seen in Brandenburg verpflichtet wurde.
So führte die bundeseigene Bodenverwertungs- und -verwaltungs GmbH (BVVG) deutschlandweite Verkaufsausschreibungen durch, und für den Wandlitzer See wurde ein Mindestgebot von 420.000 Euro festgelegt. Die Immobilienfirma Teutonia mit dem Düsseldorfer Rechtsanwalt Werner Becker erwarb den Wandlitzer See daraufhin im Jahr 2003. Der Gemeinde Wandlitz (damals nur der heutige Ortsteil Wandlitz) hatte die BVVG zwar ein Vorkaufsrecht eingeräumt, das Eigenkapital und Privatspenden erbrachten jedoch nicht die geforderte Mindestsumme. Weil die weitere öffentliche Nutzung des Sees durch das Strandbad, durch freie Uferwege und durch den nichtmotorisierten Wassersport im Kaufvertrag festgeschrieben wurden, unterstützte auch das Land die Kaufbemühungen der Gemeinde nicht. Becker versprach die weiteren Nutzungen unter Einhaltung des Brandenburgischen Wassergesetzes.

„Eingriffe in die derzeitige Nutzung des Sees sind nicht beabsichtigt.“

Allerdings kamen die neuen Besitzer auf ein einträgliches Geschäft, nachdem sie eigens die Wandlitzsee-Aktiengesellschaft gegründet hatten: Jeder Besitzer eines Bade- oder Bootssteges am See sollte Aktien kaufen oder eine jährliche Miete zahlen (für den Steg der Badeanstalt wurde z. B. eine Jahrespacht von 10.000 Euro gefordert, für einen normalen Steg bis zu 30 m Länge sollten bis zu 100 sogenannte Vorzugsaktien zu je 7.500 € erworben werden). Im Jahr 2004 gab es rund 120 Stegbesitzer am Wandlitzer See. Sechs Grundstücksbesitzer machten von diesem Angebot Gebrauch, die übrigen legten ihre Stege still. Für die Stege der Badeanstalt kam es nach einem Rechtsstreit im Jahr 2005 zu einem Vergleich: Gegen Einmalzahlung von 50.000 Euro und einer Nutzungsentschädigung für zweimal 10.000 Euro wurde die Dauernutzung im Grundbuch fixiert. Nach Auskunft von Anwohnern ist auch bei Entnahme von Wasser aus dem See eine Zahlung an den Eigentümer fällig. Die früher häufig benutzten Hauswasserwerke, die Wasser aus dem See pumpten und filtrierten, sind damit unwirtschaftlich und abgeschaltet worden. Darüber hinaus erhebt die Wandlitzsee AG Anspruch auf einen etwa 30 Meter breiten Uferstreifen, der aus der rückläufigen Wasserfläche des Sees resultiert. Als Verkaufs- und Vergleichsgrundlage dienten die Vermessungen vom Anfang des 20. Jahrhunderts. Ausführlicher wird die Privatisierung des Wandlitzer Sees auf Zeit online vom Juni 2011 dargestellt.

### Weltkriegsfunde
Im Herbst 2018 hatte ein Badender beim Schnorcheln im flachen Uferbereich Blindgänger entdeckt, die vom Ende des Zweiten Weltkriegs herrühren. Zum zeitigen Frühjahr 2019 wurde ein Kampfmittelbeseitigungsdienst mit der genauen Untersuchung und der Beräumung beauftragt. Doch die Taucher entdeckten mit ihren Spezialgeräten immer mehr Munitionsreste. So konnte vorerst das Strandbad nicht geöffnet werden, auch Teile der Jugendherberge und eines nahen Restaurants waren abgesperrt. Manche Funde waren nicht mehr transportfähig, so dass auch Unterwassersprengungen durchgeführt werden mussten. Konkret waren bis Anfang Mai 2018 zwei Hand- und Gewehrgranaten, sechs Gewehrpatronen, ein Waffenteil, eine Panzerfaust und mehrere nicht identifizierbare Metallteile gefunden und geborgen worden. Ursprünglich ging die Firma davon aus, die Arbeiten bis zum Beginn der Hauptbadesaison abschließen zu können. Doch Experten teilten mit, dass die komplette Beseitigung noch bis August 2019 dauern würde, da nun eine systematische Suche auf dem gesamten Seegrund durchgeführt werden müsse. Der Badestrand war ab dem Jahr 2020 wieder frei zugängig.

### Rekommunalisierung einer Teilfläche ab 2025?
Der Besitzer des Sees hat der Gemeinde Wandlitz im Herbst 2024 das Angebot gemacht, eine Teilfläche von rund 180 Hektar Seefläche zu erwerben. Die Preisvorstellung liegt bei 2,7 Millionen Euro. Die Gemeindevertretung hat das Thema 2024 zwar andiskutiert, aber noch keinen Beschluss gefasst. Die Kassenlage sei „angespannt“ heißt es nur dazu.

## Park am See
Zwischen dem See und der Prenzlauer Chaussee, eine der Hauptstraßen des Ortsteils Wandlitz und Teilstück der B 103, erstreckt sich eine Grünanlage nordwestlich des Bahnhofs. Dieser Park, in dem sich neben einem mittleren Baumbestand bisher nur ein paar Kieswege sowie der künstlerisch gestaltete Wasserscheidestein befanden, wurde zu einem neuen Treffpunkt der Jugendlichen des Ortes. Das hatten der Bürgermeister Oliver Borchert nebst weiteren Gemeindevertretern, Wandlitzer Jugendliche sowie ein Streetworker nach einer Ortsbesichtigung beschlossen. Grund für diese Maßnahme, mit der mehrere Sitzgelegenheiten, eine Ecke mit Lümmelmöbeln, ein kleiner Pavillon sowie Wind- und Sonnensegel aufgestellt wurden, waren massive Beschwerden von Anwohnern und Touristen über Jugendliche, die den Park zu größeren Treffs genutzt hatten und dabei Lärm und auch Vandalismus auftraten. Zusammen mit Ideen einer Landschaftsplanerin wurde dieses Projekt am 19. September 2020 gestartet. Bis zur Fertigstellung erfolgten statische Berechnungen, und die Jugendlichen wirkten teilweise aktiv mit.

## Sonstiges
- Der Wiener Kapellmeister und Komponist Karl Alfredy hat im Jahr 1932 ein Lied über den See und den Ort verfasst: Am Wandlitzsee muss Liebe blühn. Das dreistrophige Lied hat folgenden Refrain: Wenn ich am Wandlitzsee / dein schönes Antlitz seh' / und deine Augen selig glühn,/ dann atmet meine Brust / in froher Liebeslust. / Am Wandlitzsee muss Liebe blühn.[9][Anm 1]
- Siehe auch: Liste der Seen in Brandenburg